# 카를 카우프만 (정치인)
카를 카우프만(Karl Kaufmann, 1900년 10월 10일 ~ 1969년 12월 4일)은 바이마르 공화국과 나치 독일 시대에 활동한 독일의 정치인으로, 민족사회주의 독일 노동자당(나치당)의 함부르크 대관구 지도자(Gauleiter)를 맡았다.
카우프만은 1900년 크레펠트에서 태어났다. 제1차 세계 대전에 참전하였으며, 전후 에르하르트 해병 여단(독일어: Marine-Brigade Ehrhardt)에 참가해 상슐레지엔과 루르 지방에서 활동하였으며, 1921년 루르 지방 나치당의 공동 창설자가 되었다. 1925년 라인란트 북부 대관구의 지도자가 되었고, 1926년부터 1929년까지 라인란트 북부 대관구가 개편된 루르 지방 대관구의 대관구 지도자가 되었다. 1929년 함부르크 대관구 지도자가 되었으며, 1930년 선거에서 국회의원에 당선되었다. 하지만 같은 해 당의 공금 횡령 용의, 받지 않은 철십자장을 마음대로 붙이고 있던 용의 등으로 인해 모든 당 직무에서 쫓겨났다.
나치당 정권 탄생 후인 1933년, 나치당 함부르크 대관구 지도자에 복귀하였고, 더불어 함부르크 제국지사(Reichsstatthalter)에도 임명되었다. 이후 제2차 세계 대전에서 독일이 패전할 때까지 함부르크 지방 행정 책임자로 있었다. 1941년 친위대 중장에 임명되었으며, 1945년 영국군에 의해 체포되었다. 1946년 뉘른베르크 재판에서 증언하였으며, 1949년 4월에는 영국군에, 1950년 8월과 1953년 1월에 함부르크 당국에 의해 체포되었으나, 곧바로 석방되었다. 전후 함부르크에서 기업인으로 살았고, 1969년 함부르크에서 사망하였다.

## 같이 보기
- 아돌프 히틀러
- 요제프 괴벨스
- 에리히 코흐

| 전임 카를 카우프만(북라인란트 대관구) 프란츠 페퍼 폰 잘로몬(베스트팔렌 대관구) | 제1대 루르 대관구 대관구지휘자 1926년–1929년 | 후임 요제프 바그너 |

| 전임 힌리히 로제 | 제4대 함부르크 대관구 대관구지휘자 1929년–1945년 | 후임 (폐지) |